# Fairchild VZ-5
El Fairchild VZ-5 (o Model M-224-1 Fledgling) fue una aeronave  de investigación VTOL experimental estadounidense construida por la Fairchild Aircraft, para el Ejército de los Estados Unidos.

## Desarrollo

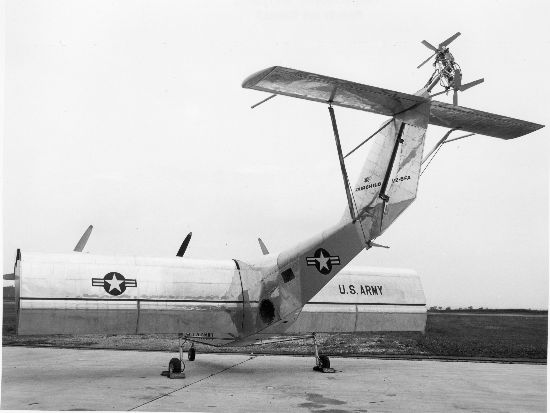
El VZ-5 con los flaps totalmente extendidos.

Construido para el Ejército estadounidense con la designación VZ-5 y número de serie 56-6940, este prototipo fue una de la serie de aeronaves experimentales diseñadas para investigar varios aspectos y soluciones de las aeronaves VTOL. El VZ-5 era un monoplano de ala alta con tren de aterrizaje triciclo fijo. El fuselaje tenía una cabina abierta para el único piloto y un plano alto de cola (cola en T). El aspecto poco usual de la aeronave se debía a que disponía de un turboeje General Electric en el fuselaje trasero propulsando cuatro hélices tripala, montadas en góndolas, dos en el borde de ataque de cada ala. También tenía dos pequeños rotores de cola de cuatro palas montados encima de la cola para proporcionar control de cabeceo. El ala tenía flaps y alerones convencionales de borde de fuga, pero también tenía una sección que podía ser deflectada para actuar como un flap de envergadura total. En un despegue vertical, dos tercios del ala actuaban como un flap en el flujo de las cuatro hélices.
El VZ-5 voló por primera vez, cautivo, el 18 de noviembre de 1959, pero solo realizó pruebas limitadas antes de que el proyecto fuera abandonado. En las pruebas, solo alcanzó los 45 cm de altura.

## Operadores
Estados Unidos
- Ejército de los Estados Unidos

## Especificaciones

### Características generales
- Tripulación: Uno (piloto)
- Longitud: 10,3 m (33,7 ft)
- Envergadura: 10 m (32,7 ft)
- Altura: 5,1 m (16,8 ft)
- Superficie alar: 17,7 m² (191 ft²)
- Peso vacío: 1534 kg (3380,9 lb)
- Peso cargado: 1803 kg (para VTOL)
- Planta motriz: 1× turboeje General Electric YT58-GE-2.
  - Potencia: 764 kW (1053 HP; 1039 CV)

### Rendimiento
- Velocidad máxima operativa (Vno): 296 km/h (estimada)
- Velocidad crucero (Vc): 225 km/h (estimada)[2]

## Aeronaves relacionadas

### Aeronaves similares
- Ryan VZ-3 Vertiplane
- Dornier Do 29

### Secuencias de designación
- Secuencia Numérica (interna de Fairchild): ← 164 - 203 - 205 - 224 - 473 - 484 - 538
- Secuencia VZ-_ (Aeronaves de investigación VTOL del Ejército estadounidense, 1956-1962): ← VZ-2 - VZ-3 - VZ-4 - VZ-5 - VZ-6 - VZ-7 - VZ-8 →